# John S. Tanner
John S. Tanner (ur. 22 września 1944) – amerykański polityk, członek Partii Demokratycznej. W latach 1989–2011 był przedstawicielem ósmego okręgu wyborczego w stanie Tennessee do Izby Reprezentantów Stanów Zjednoczonych.